# Ho sposato una strega
Ho sposato una strega (I Married a Witch) è un film del 1942 diretto da René Clair.

## Trama

Veronica Lake e Fredric March in una scena

Nel 1672 a Salem, Irene e Daniele (una strega e suo padre stregone) stanno per essere bruciati vivi: prima di essere arsi, i due scagliano una maledizione sulla famiglia del giudice Wolley, che li ha condannati al rogo. Ma sopra le loro ceneri viene piantata una quercia, in modo che i loro spiriti rimangano intrappolati per sempre.
Dopo 270 anni, nel 1942, un fulmine colpisce l'enorme albero, spezzando un ramo e lasciando dunque liberi i due fantasmi, che decidono di vendicarsi del giudice Wolley puntando su un suo discendente, Wallace Wolley, candidato alla carica di governatore e in procinto di sposarsi con un'odiosa ragazza di nome Stella.
Irene e il padre attuano un piano: si avvicinano all'insegna illuminata di un albergo, facendole prendere fuoco; il tetto comincia a bruciare e le fiamme presto si espandono: Wallace Wolley, che si trova lì, sente una voce di donna proveniente dall'albergo pervaso dal fumo e corre a salvarla: la donna è la reincarnazione di Irene.
Wallace porta Irene nella propria casa, ma presto si pente di averlo fatto, perché la donna si rivela essere un vero tormento; Wallace cercherà in ogni modo di allontanarla, ma non vi riesce, essendo lei un fantasma. Irene, in combutta col padre, manda persino a monte il matrimonio di Wallace. Eppure, nonostante tutto, Wallace e Irene s'innamoreranno, si sposeranno e in seguito avranno figli.
Il fantasma di Daniele, data la sua invadenza che rischia di incrinare il rapporto fra Irene e Wolley, viene rinchiuso dalla figlia in una bottiglia, che viene collocata in una vetrinetta sulla mensola del camino del salone della loro dimora.

## Produzione
Inizialmente indicato come produttore del film, Preston Sturges ne abbandonò la lavorazione per divergenze artistiche con il regista René Clair che si occupò personalmente della produzione. Chiamato a interpretare il principale ruolo maschile, Joel McCrea rifiutò perché non voleva tornare a lavorare con Veronica Lake che lo aveva affiancato l'anno precedente nel film I dimenticati, diretto appunto da Preston Sturges. La parte andò così a Fredric March. Per il ruolo della dispettosa Estelle era stata interpellata Patricia Morison, ma la scelta definitiva cadde poi su Susan Hayward, e per il ruolo di Dudley, infine ricoperto da Robert Benchley, era stato preso in considerazione Walter Abel.

## Citazioni e omaggi
- Il film Mia moglie è una strega, del 1980, diretto da Castellano e Pipolo, ed interpretato da Eleonora Giorgi e Renato Pozzetto, è di fatto un remake non dichiarato di questo film.
- La storia a fumetti Topolino in "Ho sposato una strega", pubblicata sul settimanale Topolino dell'11 febbraio 1990, è una parodia del film.[6] La storia non è stata mai ristampata perché i suoi contenuti sono stati ritenuti troppo controversi per una produzione Disney.[7]